# Колісниця

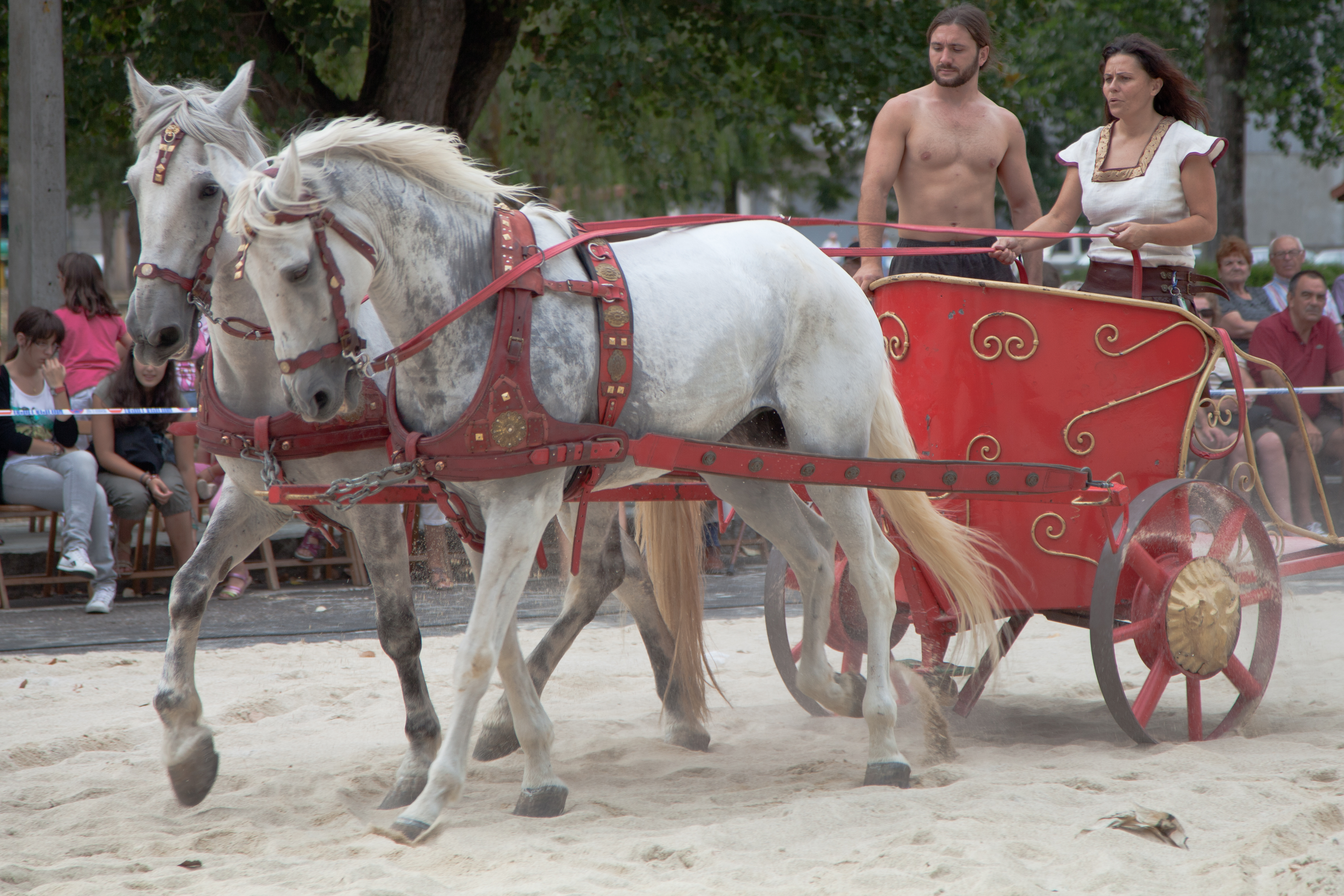
Реконструкція давньоримської біги

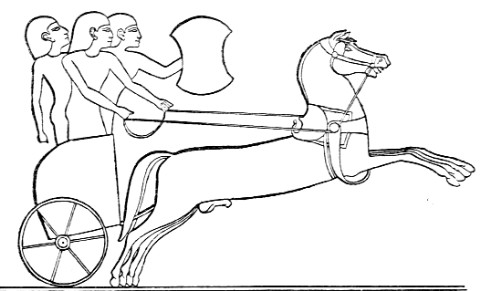
Хетська колісниця, малюнок з єгипетського рельєфу

Колісни́ця і заст. колесниця — двоколісний рухомий конями засіб пересування. Застосовувалася в бою в часи бронзової та залізної доби, пізніше, застарівши у військовому плані, використовувались лише для подорожей, процесій, ігор. Ранні форми могли мати також чотири колеса.
Зазвичай колісниця являла собою легку платформу з віссю і двома колесами, споряджену спереду і з боків бортиками до висоти пояса. Два чи більше коней упрягалися в неї за допомогою дишля і посторонків.

## Історія

### Ранні форми

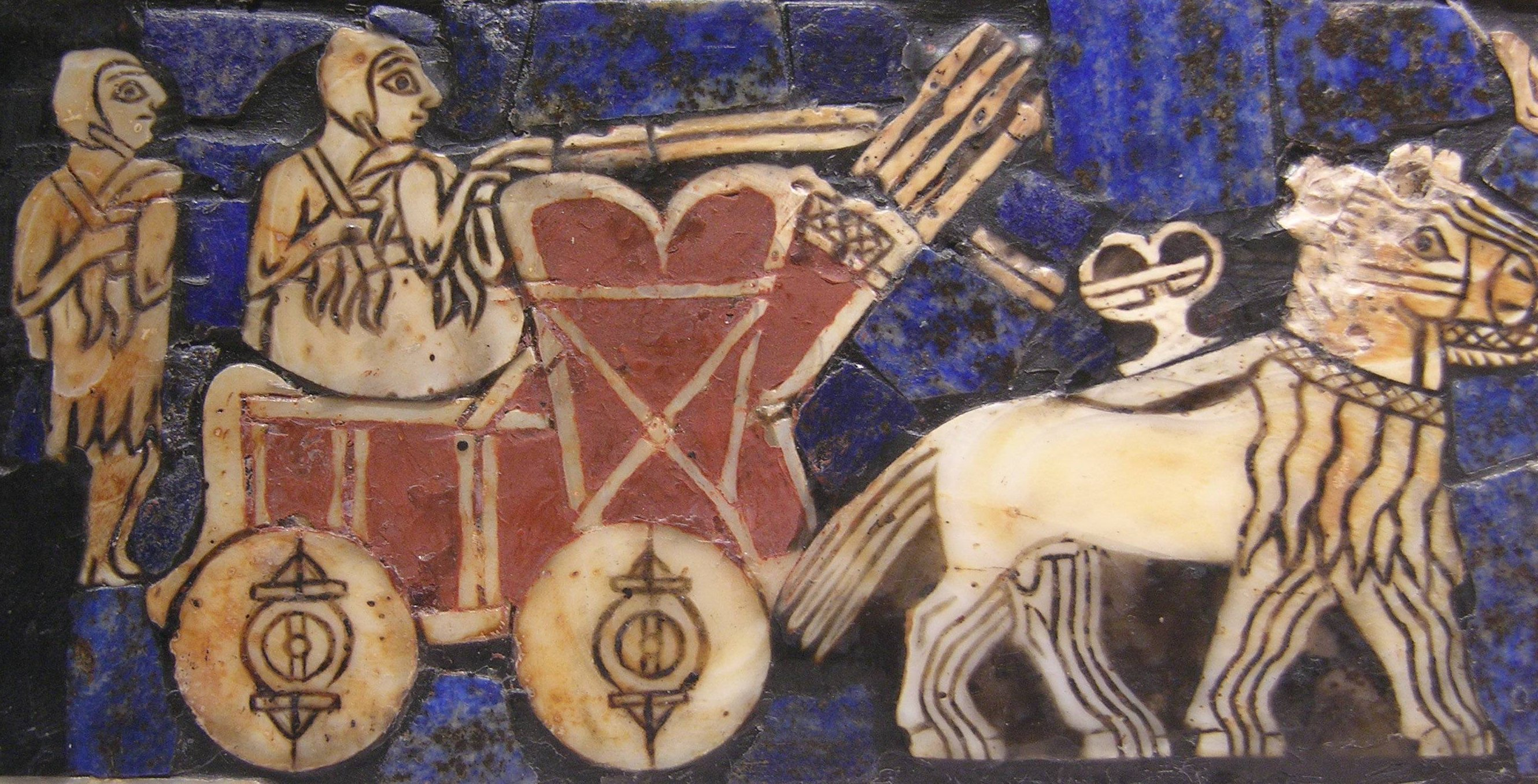
Колісниця, фрагмент штандарту з Уру

Перше зображення засобів перевезення використаних для війни — на «військовому штандарті» Уру в південному Межиріччі у 2600 до н. е. Це скоріше вози, вони мають дві осі, їх тягнуть домашні осли або онагри. Ці важкі вози могли використовуватися для перевезення, а не для саме битви. Шумери мали також легшв двоколісні вози, які тягнули чотири онагри, але все ще з суцільними колесами.
Поштовхом для створення легких бойових колісниць стало приручення коня та винахід колеса зі шпицями. Одомашнення коня відбулося в степах Євразії — на просторі від сучасної України до Уралу, населений племенами аріїв. Саме на Південному Уралі знайшли найдавніші залишки колісниць — у похованнях вояків, для яких вони були, вочевидь, символом їхньої влади.
Колісниці буле вже не стільки транспортним засобом, скільки потужною ударною зброєю, «танками бронзової доби», за допомогою яких швидко захоплювали великі території. У Північному Причорномор'ї у цей час виникли культури так званого бабинського кола (що також мають ще й характерну назву «культур бойових колісниць»). А окремі групи аріїв прорвалися на Близький Схід, до держави Мітанні. У Межиріччі колесо зі шпицями та колісниці з'явилися лише в середині 2 тисячоліття до н. е. А далі цей винахід запозичили й інші народи.
За часів винайдення колісниць більшість коней не могли витримати вагу людини в бою; первісний дикий кінь мав розміри великого поні [джерело?]. Колісниці були ефективні у війні лише на доволі рівній, відкритій території. Оскільки з часом коней стали вирощувати більшими та сильнішими, колісниці поступилися кавалерії. Найперші колісниці що мали колеса зі шпицями датуються приблизно 2 тисячоліттям до Р. Х., пік їх використання у XIII ст до Р.Х (Битва під Кадешем).

### Близький Схід
Давньосхідна колісниця визначається як легкий двоколісний кінний транспортний засіб зі спицями на колесах та D-подібною підлогою, що дозволяло водієві колісниці та візнику стояти поруч. Її використовували переважно для воєнних дій, а також для полювання та церемоніальних подій. Перегони колісниць, які відігравали значну роль у грецькій та індоіранській культурах, майже не зустрічаються на стародавньому Близькому Сході.
Колісні транспортні засоби, запряжені конями, засвідчені в Месопотамії з середини ІІІ тис. до н. е., а поховання коней з колісними транспортними засобами свідчать про їхній високий престиж. Протягом ІІ тис. до н. е. концепція осі-колеса/жердина-ярма зазнала успішної переоцінки та трансформації, що призвело до появи справжньої колісниці.
Технологія виготовлення колісниць на Стародавньому Близькому Сході базується на двох основних елементах. 
- По-перше, легка конструкція та вибір матеріалів вказують на те, що головними цілями були швидкість, мобільність та маневреність. У виробництві колісниць різні види дерева, металу, каменю та шкіри вибиралися відповідно до функції окремих частин з урахуванням їх зносу та втоми матеріалу.
- По-друге, запрягання коней (а не інших непарнокопитних) за допомогою металевих вудил дозволяло жорстко контролювати кінну упряж, що було необхідно для швидкої їзди та швидких поворотів[5][7]. Шумерський термін для позначення «кінь», «ANŠ E.KUR.RA», буквально означає «осел гори», що узгоджується з археозоологічними доказами того, що одомашнений кінь був завезений на Близький Схід з-за гірських хребтів на півночі.

Дороге виробництво та обслуговування колісниць, разом із навчанням коней та екіпажу, були невід'ємною частиною політичної організації стародавніх держав Близького Сходу. Більшість доказів стосуються використання колісниць у війні. Колісниця функціонувала переважно як мобільна вогнева платформа для лучника. Сили колісниць, несучи оборонну та наступальну зброю, розгорталися на відповідній місцевості для підтримки піхоти, бігу вздовж фронту ворога та його дестабілізація, участі у флангових маневрах або переслідування ворогів, що тікають, а не для фронтальної атаки на загони колісниць противника.
Щодо походження колісниці, було запропоновано дві основні теорії. 
- Згідно з першою, колісниця є кульмінацією розвитку колісних транспортних засобів, запряжених конями, для використання у військових конфліктах, іноді в контексті швидких історичних змін, на Близькому Сході. Ця теорія підтверджується археологічними та письмовими свідченнями безперервного розвитку колісних транспортних засобів, запряжених конями, на Близькому Сході з ІІІ тис. до н. е., з перервою в кінці Третьої династії Уру (бл. 2000 р. до н. е.). Інновації протягом ІІ тис. до н. е. призвели до характерних рис колісниці:

1. D-подібна легка конструкція;
2. Легкі колеса зі спицями замість дискових коліс та коліс з поперечними перекладинами;
3. Використання швидких, навчених коней, керованих металевими удилами;
4. Лук і стріли як основна зброя колісниці.

Ця теорія розглядає легку колісницю, запряжену конями, як основний розвиток стародавнього Близького Сходу, незалежно від ролі окремих народів.
- Друга теорія постулює значну роль носіїв індоєвропейської мови на стародавньому Близькому Сході та проектує використання ними коней та колісниць від невідомого часу та простору гіпотетичних протоіндоєвропейців та їхньої «батьківщини»[10]. Реконструйовані протоіндоєвропейські терміни для колісних транспортних засобів та їх частин не є специфічними для колісниць, і лише з певною ймовірністю носіїв реконструйованої протоіндоєвропейської мови можна пов'язати з археологічно визначеними культурами. Нещодавні відкриття в євразійському степу надали нове підтвердження теорії, що колісниця виникла саме там, а не на самому Близькому Сході, і може бути віднесена до носіїв індоіранської (або індоарійської) мови. Зокрема, на стоянках Синташта та Криве Озеро (північний Казахстан) були знайдені археологічні залишки кінного спорядження та колісних транспортних засобів зі спицями, датовані радіовуглецевим аналізом приблизно 2000–1800 рр. до н. е. Однак ці знахідки свідчать про існування двоколісного візка зі спицями, який не відповідає визначенню давньої близькосхідної колісниці. Перш ніж ці відкриття допоможуть відповісти на питання про походження колісниці, необхідні ретельні дослідження колісних транспортних засобів зі спицями та кінного спорядження степів, а також взаємозв'язків та передачі знань[3].

### Античність

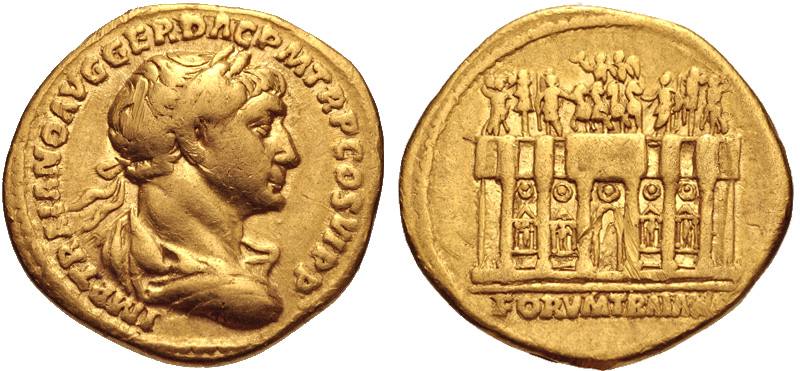
Сестига на Арці Траяна. Реверс римської золотої монети (праворуч).

У Стародавній Греції використовувалися двокінні (дав.-гр. συνωρίς, сіноріс) і чотирикінні (дав.-гр. τέθριππον, тетріппон) колісниці.
У битвах гомерівського часу знатні воїни добиралися на місця бою на двокінних колісницях, але билися пішими; колісниці також використовувалися для переслідування або втечі. Більшість колісниць Бронзової доби, знайдених при розкопках на Пелопоннесі, є двокінними.
У Стародавньому Римі двокінні колісниці називалися бігами, трикінні — тригами, чотирикінні — квадригами. Колісниця, запряжена шістьма розташованими одну шерегу кіньми, називалася сестига або сеюга (лат. sestiga, seiuga), але вони застосовувалися зрідка: через складність керування таким числом упряжних тварин. Зображення сестиги зустрічаються на низці пам'яток давнини, наприклад, на Арці Траяна у Римі, про яку свідчить ауреус римського імператора Траяна; Арці Каракалли у Волюбілісі; Арці Миру в Мілані (1806); давньоримській медалі з імператором Валентом на сестизі тощо.
Гладіатори, які билися на колісницях, називалися еседаріями (від слова essedum, яким римляни звали кельтські колісниці).
Перегони колісниць були популярні в Константинополі до VI століття н. е.

### Сучасні аналоги
У сучасній війні, тактичну роль колісниці грає танк. У Першій світовій війні, перед створенням перших танків, мотоцикли з кулеметом на причепі були моторною версією колісниці, а тачанка була аналогом кінної колісниці, озброєної кулеметом.